# Красная нить судьбы
Красная нить судьбы (кит. трад. 紅線, упр. 红线, пиньинь hóng xiàn, палл. хун сянь; яп. 運命の赤い糸 уммэй но акай ито) — распространённое в Китае и восточной Азии поверье о связи двух людей.
Согласно этому поверью, у связанных между собой людей на щиколотках появляется невидимая красная нить, связывающая их вместе. Владеющий этой нитью старик Юэлао (кит. 月老) управляет свадьбами и брачными узами. Для этой нити не являются преградой обстоятельства, время или расстояния. По прошествии времени эта нить начинает сокращаться до тех пор, пока двое не встретятся.
Древнекитайский миф о красной нити судьбы гласит, что боги привязали к каждому человеку к щиколотке красную нить и прикрепили её к телу тех, с кем мы должны соприкоснуться. Нить может растягиваться или сжиматься, но не рвётся.
В Японии также есть предание о красной нити, но в японской версии нить связывает не щиколотки, а мизинцы людей.

## Происхождение
Согласно одной из китайских легенд, некоего Ико, рано потерявшего родителей, преследовали неудачи с предложением руки и сердца. Во время своего путешествия он повстречал странного старика с огромным мешком, который, сидя на ступеньках храма, читал при свете луны Книгу мёртвых, записанную непонятными иероглифами. Как пояснил Ико этот старик, двух людей связывает красная нить, а так как девушке, с которой связан Ико, всего три года — поиски Ико жены успехом не увенчаются. Предначертанной Ико девушкой оказался грязный ребёнок у одноглазой старухи, и Ико, дав своему слуге катану, послал его убить ребёнка. Однако, хотя слуга попал в лоб девочки, он не убил её. По прошествии 14 лет Ико женился на прекрасной девушке с раной в середине лба. Как оказалось — это была та самая девушка, которую Ико пытался убить.